# Manuel Vasco Vargas
Manuel Vasco Vargas fue un ladrón y delincuente granadino. Murió ajusticiado en octubre de 1935.

## Biografía
Manuel Vasco Vargas, conocido como el bizco Barroso, intervino en el conocido crimen de Motril en junio de 1935. Detenido por la guardia de asalto, fue juzgado por un Tribunal de Urgencia de Granada y condenado a muerte el 6 de agosto de 1935.
El Tribunal Supremo estudió el recurso de casación el 5 de septiembre de 1935,
Murió en la mañana del 22 de octubre de 1935, a las siete horas, ejecutado a garrote vil en la Prisión Provincial de Granada.